# Подляс, Рышард
Рышард Подляс (пол. Ryszard Podlas; род. 29 июля 1954 или 17 апреля 1953, Białobrzezie, Нижнесилезское воеводство) — польский легкоатлет, специалист по бегу на короткие дистанции. Выступал за сборную Польши по лёгкой атлетике в 1976—1983 годах, обладатель серебряной медали летних Олимпийских игр в Монреале, серебряный призёр чемпионатов Европы на открытом стадионе и в закрытых помещениях, серебряный и бронзовый призёр Всемирной Универсиады, многократный чемпион Польши в спринтерских дисциплинах.

## Биография
Рышард Подляс родился 17 апреля 1953 года (по другим данным 29 июля 1954 года) в деревне Бялобжезе гмины Кондратовице, Польша.
Благодаря череде успешных выступлений в 1976 году вошёл в состав польской сборной и удостоился права защищать честь страны на летних Олимпийских играх в Монреале — в программе эстафеты 4 × 400 метров вместе с соотечественниками Яном Вернером, Збигневом Яремским и Ежи Петшиком завоевал серебряную медаль, уступив в финале только команде США.
С 1977 года — один из сильнейших польских спринтеров, победитель национальных чемпионатов в беге на 400 метров и в эстафете 4 × 400 метров. На Кубке Европы в Хельсинки был вторым и третьим в данных дисциплинах. Будучи студентом, представлял Польшу на Всемирной Универсиаде в Софии, где выиграл бронзовую медаль в индивидуальных 400 метрах и серебряную медаль в эстафете 4 × 400 метров, причём в дисциплине 400 метров установил свой личный рекорд на открытом стадионе — 45,36 (на то время национальный рекорд Польши). На Кубке мира в Дюссельдорфе стал четвёртым на дистанции 400 метров и в составе команды Европы вторым в эстафете 4 × 400 метров.
В 1978 году в беге на 400 метров с личным рекордом 46,55 стал серебряным призёром на чемпионате Европы в помещении в Милане, пропустив в перёд итальянца Пьетро Меннеа. На чемпионате Европы в Праге дошёл до полуфинала в дисциплине 400 метров и получил серебро в эстафете 4 × 400 метров — здесь польских спринтеров обошла команда Западной Германии.
В 1979 году на Кубке Европы в Турине стал третьим в индивидуальном беге на 400 метров и четвёртым в эстафете 4 × 400 метров. На последовавшем Кубке мира в Монреале занял второе место в эстафете 4 × 400 метров. Отметился победами в обеих дисциплинах на чемпионате дружественных армий в Потсдаме.
В 1982 году среди прочего стартовал на чемпионате Европы в Афинах — в беге на 400 метров не смог преодолеть предварительный квалификационный этап, тогда как в эстафете 4 × 400 метров показал в финале четвёртый результат.
В 1983 году бежал эстафету 4 × 400 метров на впервые проводившемся чемпионате мира по лёгкой атлетике в Хельсинки — поляки благополучно преодолели предварительный этап и полуфинал, но в решающем забеге были дисквалифицированы.
Подляс окончил Академию физического воспитания в Познани. После завершения спортивной карьеры занимался предпринимательской деятельностью.